# Canton de Juzennecourt
Le canton de Juzennecourt est une ancienne division administrative française située dans le département de la Haute-Marne et la région Champagne-Ardenne.

## Géographie
Ce canton était organisé autour de Juzennecourt dans l'arrondissement de Chaumont. Son altitude  moyenne est de 296 m.

## Représentation

### Conseillers d'arrondissement (de 1833 à 1940)
| Période                                  | Période           | Identité                         | Étiquette                | Qualité |
| ---------------------------------------- | ----------------- | -------------------------------- | ------------------------ | --- |
| 1833                                     | 1834              | Louis Nicolas Duchêne            |                          | Notaire, maire de Juzennecourt                                                                              |
| 1834                                     | 1848              | Edmé Charles Gabriel Cressonnier |                          | Maire de Lavilleneuve-au-Roi                                                                                |
|                                          |                   |                                  |                          | |
| 1889                                     | 1895              | Louis Perrey                     | Républicain              | Cultivateur, maire de Sexfontaines                                                                          |
| 1895                                     | 1901              | Juste Barbier                    | Républicain              | Conseiller à la Cour de Paris                                                                               |
| 1901                                     | Mars 1909 (décès) | Henri Dauvé                      | Républicain              | Médecin à Colombey-les-Deux-Églises                                                                         |
| 1909                                     | 1919              | Nicolas Julien Dolizy            | Républicain              | Notaire à Colombey-les-Deux-Églises                                                                         |
| 1919                                     | 1928              | Paul Marillier                   | Républicain progressiste | Menuisier à Maranville                                                                                      |
| 1928                                     | 1940              | Armand Bédée                     |                          | Agriculteur, maire de Gillancourt                                                                           |
| 1940                                     |                   |                                  |                          | Les conseils d'arrondissement ont été suspendus par la loi du 12 octobre 1940 et n'ont jamais été réactivés |
| Les données manquantes sont à compléter. |                   |                                  |                          | |

### Conseillers généraux de 1833 à 2015
| Période      | Période          | Identité                                   | Étiquette    | Qualité                                                                                                 |
| ------------ | ---------------- | ------------------------------------------ | ------------ | --- |
| 1833         | 1834 (démission) | Adrien Chaale des Etangs                   |              | Substitut du Procureur du Roi, Président du Tribunal civil de Chaumont Elu dans le Canton de Saint-Blin |
| 1834         | 1876 (décès)     | Louis Nicolas Duchêne                      | Droite       | Notaire, maire de Juzennecourt, conseiller d'arrondissement                                             |
| 1877         | 1901             | Henri Arthur Mongin de Montrol (1836-1909) | Républicain  | Docteur en droit, avocat à la Cour Maire de Juzennecourt (1877-1901)                                    |
| 1901         | 1924 (décès)     | Juste Barbier                              | Rad. puis RG | Conseiller à la Cour de Paris, conseiller d'arrondissement Président du Conseil Général (1920-1923)     |
| 1924         | 1931             | Joseph Courtier                            | Modéré       | Avocat au barreau de Chaumont Député (1919-1924 et 1934-1936) - Sénateur (1924-1933)                    |
| 1931         | 1940             | Pierre Collon                              | Rad          | Médecin à Colombey-les-Deux-Églises                                                                     |
|              |                  |                                            |              | |
| 1943         | 1945             | Armand Bedée                               |              | Agriculteur Conseiller d'arrondissement, maire de Gillancourt Nommé conseiller départemental en 1943    |
|              |                  |                                            |              | |
| 1945         | 1966 (décès)     | Marcel Collon                              | Rad.         | Médecin, maire de Colombey-les-Deux-Églises                                                             |
| 12 juin 1966 | 1998             | Jean Raullet                               | SE           | Vétérinaire, maire de Colombey-les-Deux-Églises (1966-2001)                                             |
| 1998         | 2011             | Michel Berthelmot                          | RPR puis UMP | Électricien retraité Maire de Rizaucourt-Buchey jusqu'en 2008                                           |
| 2011         | 2015             | Stéphane Martinelli                        | DVD          | Fonctionnaire des impôts Maire de Rennepont Elu en 2015 dans le Canton de Châteauvillain                |

## Composition
Le canton de Juzennecourt regroupait 15 communes et comptait 2 827 habitants (recensement de 1999 sans doubles comptes).
| Communes                  | Population (2012) | Code postal | Code Insee |
| ------------------------- | ----------------- | ----------- | ---------- |
| Autreville-sur-la-Renne   | 473               | 52120       | 52031      |
| Blaisy                    | 64                | 52330       | 52053      |
| Colombey-les-Deux-Églises | 650               | 52330       | 52140      |
| Curmont                   | 11                | 52330       | 52157      |
| Gillancourt               | 118               | 52330       | 52221      |
| Juzennecourt              | 177               | 52330       | 52253      |
| Lachapelle-en-Blaisy      | 87                | 52330       | 52254      |
| Lamothe-en-Blaisy         | 65                | 52330       | 52262      |
| Maranville                | 490               | 52370       | 52308      |
| Meures                    | 112               | 52310       | 52322      |
| Montheries                | 67                | 52330       | 52330      |
| Rennepont                 | 190               | 52370       | 52419      |
| Rizaucourt-Buchey         | 132               | 52330       | 52426      |
| Sexfontaines              | 95                | 52330       | 52472      |
| Vaudrémont                | 96                | 52330       | 52506      |

## Démographie
| 1962  | 1968  | 1975  | 1982  | 1990  | 1999  | 2009  |
| ----- | ----- | ----- | ----- | ----- | ----- | ----- |
| 2 690 | 2 984 | 2 831 | 2 882 | 2 838 | 2 827 | 2 916 |